# فيليكس مالارد
فيليكس مالارد هو ممثل،عارض وموسيقي أسترالي ولد في 20 أبريل 1998.